# The Fathomless Mastery
The Fathomless Mastery is het derde studioalbum van de Zweedse deathmetalgroep Bloodbath. De uitgave in 2008 werd voorafgegaan door de ep Unblessing the Purity. In 2011 werd het album opnieuw uitgegeven met de nummers van de ep als bonusnummers.

## Nummers
| 1.                 | At The Behest Of Their Death  | Nyström   | Nyström  | 3:41 |
| 2.                 | Process Of Disillumination    | Renkse    | Renkse   | 3:09 |
| 3.                 | Slaughtering The Will To Live | Renkse    | Renkse   | 3:37 |
| 4.                 | Mock The Cross                | Åkerfeldt | Eriksson | 4:02 |
| 5.                 | Treasonous                    | Nyström   | Nyström  | 4:13 |
| 6.                 | Iesous                        | Renkse    | Renkse   | 3:34 |
| 7.                 | Drink From The Cup Of Heresy  | Åkerfeldt | Eriksson | 3:37 |
| 8.                 | Devouring The Feeble          | Renkse    | Renkse   | 3:11 |
| 9.                 | Earthrot                      | Åkerfeldt | Eriksson | 3:20 |
| 10.                | Hades Rising                  | Nyström   | Nyström  | 5:05 |
| 11.                | Wretched Humon Mirror         | Renkse    | Renkse   | 4:12 |
| Totale duur: 41:41 |                               |           |          |      |

| 12.                | Blasting The Virginborn | Renkse  | Renkse            | 3:32 |
| 13.                | Weak Aside              | Nyström | Nyström           | 4:15 |
| 14.                | Sick Salvation          | Renkse  | Eriksson          | 3:21 |
| 15.                | Mouth Of Empty Praise   | Renkse  | Eriksson & Renkse | 4:32 |
| Totale duur: 57:21 |                         |         |                   |      |

## Bezetting
- Mikael Åkerfeldt – zang
- Anders Nyström – gitaar
- Per Eriksson - gitaar
- Jonas Renkse – basgitaar
- Martin Axenrot – drum